# Oleksandr Dolgopolov Sr.
Oleksandr Dolgopolov Sr. (n. 10 iulie 1964) este un fost jucător profesionist de tenis din Ucraina care a jucat pentru Uniunea Sovietică.
Este tatăl lui Alexandr Dolgopolov, care asemenea tatălui său este un jucător profesionist de tenis, ajungând până în sferturile de finală de la Australian Open în 2011.

## Carieră
Dolgopolov a fost pe locul doi în Campionatul Sovietic, clasându-se după Andrei Cesnokov. 
În 1987 a jucat în Echipa de Cupa Davis a Uniunii Sovietice împotriva Turciei. A pierdut primul meci împotriva lui Necvet Demir, dar a câștigat în fața lui Kaya Saydas. 
Oleksandr a jucat și în Cupa Davis a țării sale natale Ucraina în 1993 împotriva Djiboutiului, care a luat loc în Malta. Meciul s-a terminat într-o remiză.
A fost antrenorul lui Andriy Medvedev de la jumătatea anilor 80 până în anii 90.